# Білоруська операція (1941)
Білоруська операція (22 червня — 9 липня 1941) — стратегічна оборонна операція Червоної армії під час Другої світової війни.
Проводилась військами Західного фронту за участі Пінської військової флотилії. В рамках операції була проведена прикордонна оборонна битва і контрудари на борисовському та лепельскому напрямках.
Ціною величезних втрат радянським військам вдалося уповільнити рух німецької групи армій «Центр» в напрямку на Смоленськ і Москву. Це дало змогу Ставці ВГК розгорнути війська другого стратегічного ешелону на рубежі Західна Двіна — Дніпро.

## Загальна ситуація
На Білоруському напрямі наступали групи армій «Центр» фельдмаршала Ф. Бока, в складі група армій мала 4-ту та 9-ту польові армії і 2-гу танкову армію, загальна чисельність вояків складала понад 630 000, до 12 500 гармат і мінометів, 810 танків.
Масовані повітряні удари літаків люфтваффе зірвали організований вихід першого ешелону радянських прикордонних військ до державного кордону. За перші кілька днів було загалом знищено 1200 радянських літаків, більшість з них на летовищах.
Групі армій протистояв Західний фронт під керівництвом генерала армії Д. Г. Павлова, котрий нараховував 44 дивізії з 678 000 вояків, до 10 300 гармат та мінометів, до 2190 танків і 1540 бойових літаків. Радянське командування планувало у першому ешелоні армій прикриття 13 стрілецьких дивізій, тоді як з нацистського боку їм було протиставлено 28 дивізій — 24 піхотні та 4 танкові.
Ще в ході артилерійської підготовки німецькі війська захопили мости через Західний Буг, в тому числі й біля Бреста. На кожній прикордонній заставі наступаючі зіштовхнулися з серйозним опором, і були змушені вводити головні дивізійні сили, найдовше оборонялася Брестська фортеця.
В перші дні зав'язалася битва за повітря, за 22 червня Західний фронт втратив 738 літаків — майже 40 % всього складу, окрім того льотчики Люфтваффе виявилися набагато вивченішими.
Наземні радянські частини вступали в бій з ходу, окремими частинами, суцільного фронту оборони не було створено — зустрівши опір, супротивник обходив частину, атаки йшли з флангів та тилу. Швидкому оточенню сприяли парашутні десанти в тилах радянських частин та просування автоматників на мотоциклах із завданням виведення з ладу ліній зв'язку, захоплення аеродромів, мостів та військових об'єктів. Багато стрілецьких дивізій з перших годин війни були розчленовані, багато опинилися в оточенні, зв'язок з ними перервався; до сьомої години ранку штаб Західного фронту втратив телефонне сполучення з арміями. Хоча радянські механізовані корпуси і почали просування до кордону, через їх велику віддаленість від ділянок прориву кордону, порушення зв'язку, панування німецької авіації «обрушитися всіма силами на противника та знищити його» згідно Директиви № 2 від 7 годин 15 хвилин 22 червня радянські війська не могли ніяк. Через плутанину з наказами — як зазначав у свої спогадах тодішній начальник штабу 4-ї армії генерал-майор Л. М. Сандалов, перші півтори години бойові дії сприймали як провокацію з німецької сторони, і власне ніяких контрзаходів не було прийнято відразу.

## Прикордонні бої
В зоні дії 3-ї армії генерал-лейтенанта В. І. Кузнецова відразу постала серйозна загроза — на північній частині Білостоцького виступу, безперервно бомбардуючи частини та штаб в Гродно, нацисти до середини дня 22 червня вивели з ладу всі лінії зв'язку, протягом доби його не було ні зі штабом фронту, ані з сусідніми частинами. Тим часом піхотні дивізії 9-ї німецької армії відкинули 3-тю радянську армію в південно-східному напрямі.

Винищувачі І-153, покинуті на аеродромі в Двінську

11-та армія Північно-Західного фронту, не витримавши тиску 3-ї танкової групи Гота, поспішно відходить на Каунас та Вільнюс, фланг 3-ї армії залишився відкритим. Проти 56-ї стрілецької дивізії генерал-майора С. П. Сахнова, що займала фронт оборони в 40 кілометрів, наступали 3 піхотні дивізії 8-го армійського корпусу.
Майже дві доби тримав оборону 213-й стрілецький полк майора Тимофія Яковича Яковлєва (був полонений, в концтаборах) на Августовському каналі північніше містечка Сопоцькин, добу утримував позиції біля села Красне 37-й стрілецький полк, вночі відійшли на новий рубіж під керівництвом політрука В. І. Лівенцева — в подальшому — партизан, Герой Радянського Союзу.
На південному краю Білостоцького виступу прийняла бій радянська 4-та армія генерал-майора О. А. Коробкова проти сил, що в 3-4 рази перевищували її; зв'язок був і тут порушений. Стрілецькі з'єднання армії не встигли зайняти планованих рубежів оборони, під ударами 2-ї німецької танкової групи відходять; цей відступ ставить в складне становище з'єднання 10-ї радянської армії, котра знаходилася в центрі Білостоцького виступу. З самого початку вторгнення штаб фронту з нею не мав зв'язку, тому Павлов літаком в Білосток відправляє свого заступника, генерал-лейтенанта І. В. Болдіна з завданням визначити становище військ та організувати контрудар в напрямі Гродна — це передбачалося ще довоєнним планом.

Річка Березина, на схід від Мінська.

Керівництво Західного фронту за весь день 22 червня не отримало ні одного донесення з армій, в Москву теж не поступала об'єктивна інформація про становище на фронтах, після 12-ї години для з'ясування становища та допомоги Сталін на Західний фронт надсилає найбільшу групу — замісники наркома оборони маршали Радянського Союзу Б. М. Шапошников та Г. І. Кулик, замісник начальника Генштабу генерал-лейтенант В. Д. Соколовський, начальник оперативного управління генерал-лейтенант Г. К. Маландін однак з'ясувати дійсне становище на фронті та розібратися в ситуації їм не вдалося.
На основі розрізнених доповідей, які ставали застарілими вже через 30 хвилин — 1 годину, нарком оборони та начальник Генерального штабу зробили висновок, що бої ведуться в основному поблизу кордону, а найбільшими атакуючими угрупуваннями є Сувалківська і Люблінська, та саме від їх дій буде залежати подальший перебіг боїв. Потужне німецьке угрупування, що завдавало удару з району Бреста, радянське Головне командування через доповіді штабу Західного фронту, котрі іноді суперечили самі собі, порахувало за недостатньо велике, також не було розуміння загальної повітряної ситуації.
Згідно уривочних даних начальник штабу Західного фронту генерал Климовських зробив помилковий висновок, що 3-тя та 10-та армії до кінця дня відійшли, а 4-та армія продовжує займати позиції на кордоні — так він доповів Генеральному штабу о 22-й годині 22 червня — насправді на той час 4-та армія була відкинута від кордону на 20-25 кілометрів, а передові танкові німецькі частини прорвалися на 60 км.
Порахувавши, що удару у відповідь буде достатньо та керуючись попереднім планом на випадок війни з Німеччиною, нарком оборони пізнього вечора 22 червня підписує Директиву № 3. Силам Західного фронту наказувалося у взаємодії з Північно-Західним фронтом, стримуючи противника на Варшавському напрямі, завдати контрударів у фланг та тил і знищити Сувалківське угрупування та до кінця 24 червня зайняти Сувалки; 25 червня згідно плану Західний фронт мав разом з силами інших фронтів перейти в наступ та розгромити ударне угрупування групи армій «Центр». Ця директива не відповідала реаліям, тому завадила силам Західного фронту створити оборону, штаб фронту, отримавши її глибокої ночі, почав проводити підготовку до її виконання, але зробити це за лічені години та без зв'язку з арміями виявилося неможливим.
Ранком 23 червня командуючий Західним фронтом наказує завдати контрудару в напрямі Гродно та Сувалок силами 6-го та 11-го механізованих корпусів та 36-ї кавалерійської дивізії, об'єднавши їх в оперативну групу під керуванням свого заступника генерала Болдіна, участь мали брати і з'єднання 3-ї армії. Проте виконати такий план бойові частини не мали можливості — діючі в напрямі контрудару з'єднання 3-ї армії продовжували відступати, 11-й механізований корпус вів тяжкі бої на широкому фронті, 6-й механізований корпус знаходився на відстані 60-70 кілометрів від району контрудару, 36-та кавалерійська дивізія від Гродно була ще далі. З уривчастих донесень, котрі поступили до середини 22 червня, було відомо, що частини 1-го стрілецького корпусу, опираючись на Осовецький укріплений район, відбивали атаки, зовсім не було даних про стан справ в з'єднаннях 5-го стрілецького корпусу. В другій частині дня 22 червня командування змогло з'ясувати, що 49-та та 113-та стрілецькі дивізії 4-ї армії відходять під ударами переважаючих німецьких сил в північно-східному напрямі, до кінця дня ці з'єднання були розрізненими і вели бої в 15-20 кілометрах від кордону.
Таким чином, в розпорядженні генерала Болдіна виявилася тільки частина сил 6-го механізованого корпусу генерала М. Г. Хацкілевича, і то лише до полудня 23 червня. 6-й корпус вважався найбільш укомплектованим у Радянській армії, він нараховував 1022 танки, з них 352 КВ-1 та Т-34, однак він зазнав великих втрат ще в часі висування від постійних авіанальотів. І вже до кінця дня 23 червня ці з'єднання призупинили наступ — через брак палива та набоїв.
Запеклі бої зав'язалися біля Гродна, після захоплення міста силами Вермахту в бій був введений 11-й механізований корпус генерала Д. К. Мостовенка; перед початком нацистсько-радянської війни у його складі нараховувалося 243 танки, за перші два дні війни мотосклад зазнав значних втрат в боях та від бомбардувань. 24 червня в боях за Гродно з'єднанню групи Болдіна з допомогою фронтової авіації та 3-го корпусу далекого бомбардування полковника М. С. Скрипка вдалося добитися певних успіхів, але після двох днів боїв в корпусі залишалося 50 танків. Свої бойові машини танкісти 6-го мехкорпусу змушено частково підірвали, а частково спалили при відступі, генерал Хацкілевич загинув у бою.
Проти радянської групи, котра завдавала контрудару, фельдмаршал Бок направляє основні сили 2-го повітряного флоту, німецькі літаки безперервно кружляли над полем бою, завдаючи бомбових ударів та розстрілюючи з кулеметів піхоту, цим частини 3-ї радянської армії та групи Болдіна були позбавлені можливості маневру.
24 червня продовжувалися важкі бої за Гродно, але танкові можливості за явного переважання швидко закінчилися — нацистські сили поповнилися протитанковою та зенітною артилерією та свіжою піхотною дивізією. Власне група Болдіна зуміла на дві доби прикувати до боїв за Гродно значні сили супротивника та завдала їм значних втрат, цим, хоч й не на довго, полегшилося становище 3-ї армії; перехопити ініціативу не вдалося, механізований склад корпуса зазнав трагічних втрат.

Радянські колони

Південніше Бреста на стику з військами Південно-Західного фронту тримала оборону 75-та стрілецька дивізія генерал-майора С. І. Недвігіна, в бою біля Черська та Домачева німці втратили 20 автомобілів та до 600 бійців. Біля Дрогичина та Семятич кілька діб билися в оточенні 16-го та 17-го кулеметних батальйонів Брестського укріпленого району, утримуючи трьохамбразурний ДОТ «Орел», через тиждень, по закінченні набоїв, бійці в ДОТі підірвалися. Особистий склад 17-го артилерійсько-кулеметного батальйону зайняв оборону в недобудованих будовах військового містечка та кілька днів відбивав атаки.
В Гродненському укріпленому районі кілька днів тримав оборону 9-й окремий кулеметний батальйон капітана П. В. Жили. В районі міст Августів — Граєво серйозний опір чинили бійці 239-го стрілецького полку, його батальйони розгорнулися біля військового містечка, відкинули 2 атаки, відійшли в напрямі Білостоку під загрозою повного оточення.
Для відвернення охоплення 4-ї армії генерал-майор Недвігін розгортає на річці Нурець 13-й механізований корпус Ахлюстіна — на той час майже не мав бронетехніки, відразу піддалися масованій атаці. Мотоциклетний полк Ф. І. Нечипоровича 208-ї механізованої дивізії, обороняючись в Бранську, двічі вибивав нацистські сили з містечка. 31-ша танкова дивізія полковника Сергія Андрійовича Колиховича відбила кілька атак німецької піхоти та танків при обороні в районі Боцьки.
3-тя танкова група генерала Гота, котра діяла в смузі Північно-Західного фронту, зуміла глибоко охопити 3-тю армію Кузнецова з півночі, з'єднання 9-ї армії генерала Штрауса атакували з фронту, за таких обставин 23 червня 3-тя армія відходить за Німан аби уникнути оточення.
При атаці на 4-ту радянську армію за 5-10 хвилин до початку артилерійської підготовки німецькі штурмові групи захопили шість мостів через Західний Буг — усі мости в зоні оборони. По цих мостах 3-тя, 4-та, 17-та та 18-та танкові дивізії 2-ї танкової групи Гудеріана рушили в обхід Бреста з півночі та півдня.
З перших годин в складних обставинах опинилася 4-та армія генерала А. А. Коробкова — наступаючі від Бреста на північний схід танкова група Гудеріана та основні сили німецької 4-ї польової армії розсікали її на дві нерівні частини. Виконуючи директиву фронту, підпорядковані Коробкову сили також готували контрудар, одначе командарму вдалося зібрати лише частини танкових дивізій 14-го механізованого корпусу генерала С. І. Оборіна та залишки 6-ї і 42-ї стрілецьких дивізій. На цьому частку їм протистояли майже дві танкові та дві піхотні дивізії, з ранку 23 червня ці з'єднання атакували нацистські сили та просунулися на кілька кілометрів в напрямі Бреста, східніше міста зав'язалися зустрічні бої, де були знищені десятки танків з обидвох сторін. З радянської сторони тут бій прийняли 30-та танкова дивізія полковника С. І. Богданова, з маршу вступили в бій батальйони майора М. А. Боядурка та капітана Ф. І. Лисенка, трохи далі по фронту билася танкова дивізія генерала В. П. Пуганова, котрий в складний момент сам очолив атаку та загинув у бою — в танку закінчилися набої і Пуганов наказав таранити німецький танк.
До кінця 22 червня постала загроза охоплення флангів 3-ї армії та прориву німецьких військ до переправ через Німан біля Лунно та Мостів. Вночі на 23 червня командарм віддає наказ відвести сили на річки Котра та Свіслоч, при відході з Гродно сапери підірвали мости через Німан. Протягом 23 червня з'єднання 11-го механізованого корпусу прикривали відхід 3-ї армії та стримували німецькі атаки південніше Гродно.

## Початок оточення радянських сил
В ході кількох перших днів 14-й радянський механізований корпус зазнав великих втрат — 30-та танкова дивізія втратила 60, 22-га танкова — близько 150 бойових машин, стрілецькі дивізії 28-го стрілецького корпусу генерала В. С. Попова втратили велику кількість особового складу вбитими та пораненими, залишки корпусів почали відступати. 75-та стрілецька дивізія генерала С. І. Недвігіна, котра знаходилася на лівому фланзі, продовжувала бої в напрямі Пінська, стримуючи з'єднання німецького 53-го армійського корпусу, дивізійні частини за підтримки Пінської річкової воєнної флотилії контр-адмірала Д. Д. Рогачова проводили безперервні контратаки на наступаючі сили. На лівому фланзі становище 4-ї армії ставало все критичнішим, ні про яке виконання директиви — зупинки німецького наступу — вже не йшлося — німці тут мали 3-4 разову перевагу в піхоті. Не встигнувши зайняти планованих рубежів оборони, стрілецькі з'єднання 4-ї армії під ударами 2-ї танкової групи Гудеріана відходять — разом з тим відбувалися постійні радянські контратаки біля Малорити.
На правому крилі Західного фронту утворився розрив з силами Північно-Західного фронту, куди почала просуватися танкова група Гота, на лівому фланзі відступала 4-та армія, це спричинило загрозу глибокого охоплення Білостоцької групи радянських військ з півночі та півдня. Генерал Павлов вирішує посилити 4-ту армію 47-м стрілецьким корпусом, 17-й механізований корпус — 63 танки, по 20-25 гармат в дивізіях — перекидається на річку Щару з резерву фронту, оборону тут тримала 155-та стрілецька дивізія генерал-майора П. О. Александрова. Німці спробували обійти Слонім з південного сходу через Обуз-Лесьну, тут його контратакували сили 143-ї стрілецької дивізії, в цих боях загинув комдив генерал-майор Д. П. Сафонов.
Однак за браком часу створити міцну лінію оборони не вдалося. 4-та армія наприкінці 23-го червня була атакована німецькою авіацією та танковими частинами на річці Ясельда, розрізнені частини 28-го стрілецького та 14-го механізованого корпусів, не встигнувши спішитися, не витримують атаки та відступають. Частини 55-ї стрілецької дивізії полковника Д. І. Іванова з ходу вступають в бій з 4-ю німецькою танковою дивізією, за допомогою введення в бій резерву — 25 танків, котрі ще лишалися у 14-го мехкорпусу, німецькі сили були відкинуті за Щару. Після перегрупування німецькі танкові дивізії форсували річку та 25 червня підійшли до Барановичів.
На північному крилі Західного фронту утворився не прикритий військовими формуваннями розрив в 130 кілометрів, куди вклинилася танкова група Гота, котру фельдмаршал Бок вивів з підпорядкування командуючого 9-ю армією. Отримавши свободу дій, Гот скеровує один танковий корпус на Вільнюс, ще два на Мінськ в обхід міста — з метою з'єднання з 2-ю танковою групою. Головні сили німецької 9-х армії були направлені на південь, 4-ї — на північ, в напрямку злучення річок Щара та Німан, для розділення оточуваних радянських військ, це загрожувало Західному фронту повною катастрофою. 24-го червня з'єднання німецької 3-ї танкової групи займають Вільнюс і направляються на Мінськ.
Вихід з цього становища генерал Павлов вбачав у затримці просування 3-ї танкової групи Гота з'єднаннями резерву під керівництвом штабу 13-ї армії. В склад цієї армії передаються три дивізії, 21-й стрілецький корпус, 50-та стрілецька дивізія та відступаючі війська, також Павлов планував силами групи Болдіна продовжити завдавати контрудару у фланг військ Гота.
13-та армія генерал-лейтенанта П. М. Філатова починає зосереджувати свої сили та приводити в порядок відступаючі з кордонів війська, зокрема 5-ту танкову дивізію Північно-Західного фронту. В цьому часі німецькі танки прориваються в розміщення штабу армії, було захоплено велику кількість автомашин, зокрема, з шифрувальними матеріалами; командування армії змогло вийти до радянських частин 26 червня. Залишки штабу виводив з оточення до 44-го стрілецького корпусу заступник начальника штабу підполковник С. П. Іванов, керівництво армії знайшлося тільки ввечері 26 червня, до 50 штабних офіцерів пропали безвісти.
24-та стрілецька дивізія генерала К. М. Галицького зайняла оборону північніше Ліди, зупинила наступ танкових дивізій Гота, для подальшого маршового проходження німецькі війська були змушені проводити потужну артилерійську підготовку та авіаційні удари.
По річці Дітва на рубежі Вороново — Ліда займали оборону проти 12-ї німецької танкової дивізії бійці 17-ї і 37-ї стрілецьких дивізій та 8-ї протитанкової бригади, їм вдалося стримати наступ німецької танкової дивізії до 28 червня, в тому бою було підбито до 60 танків, комбрига полковника І. С. Стрельбицького за бій нагородили орденом Червоного Прапора.
В Біловезькій пущі генерал Ахлюстін об'єднує залишки дивізій 13-го корпусу та веде на з'єднання до основних сил Західного фронту, цей загін пройшов понад 500 кілометрів по вже ворожим тилам.
З огляду на стрімке погіршення становища Західного фронту маршал Шапошников, що знаходився в Могильові, звертається в Ставку з проханням терміново відвести війська, на що отримав дозвіл — на лінію Ліда — Слонім — Пінськ. Одначе і це рішення вже було запізнілим — для відходу 3-ї та 10-ї армій, глибоко охоплених з півночі та півдня танковими групами Гота та Гудеріана, лишався коридор шириною до 60 кілометрів. Радянські війська відступали по бездоріжжю — дороги вже було зайнято німецькими силами; при тотальній відсутності автотранспорту, хронічному браку палива та мастил, під безперервними авіанальотами та лісовими пожежами, що почалися від бомбардувань, з'єднання не змогли відірватися від переслідування.

## Бої за Мінськ та підготовка другої лінії радянської оборони
24 червня о шостій вечора начальник штабу Західного фронту генерал-майор В. Ю. Климовських ставить завдання по утриманні Мінського укріпрайону комдиву 44-го стрілецького корпусу В. А. Юшкевичу.
До вечора 25 червня 68-ма та 104-та дивізії 44-го корпусу зайняли оборону на західних підступах до Мінська. З півночі підходи прикривали 100-та та 161-ша дивізії 2-го стрілецького корпусу; між Мінським та Слуцьким укріпленими районами мав оборонятися 20-й механізований корпус.
25 червня Ставка ВГК утворює групу армій резерву Головного Командування, яку очолив С. М. Будьонний — в її склад увійшли 19, 20, 21 та 22-га армії. Їх з'єднання прибували з Північно-Кавказького, Орловського, Приволзького, Харківського та Московського воєнних округів і зосереджувалися в тилу Західного фронту. Будьонний отримав завдання почати підготовку оборонної лінії Невель — Полоцьк — Вітебськ — Орша — Могильов та далі по річках Десна та Дніпро до Кременчука, одночасно була дана вказівка приступити до підготовки оборони на тиловому рубежі Селіжарово — Смоленськ — Рославль — Гомель. Разом з тим армії мали бути готовими по особливому наказу Головнокомадування до контрнаступу.
Оборону біля Барановичів займали з'єднання 17-го мехкорпусу генерал-майора М. П. Петрова, туди ж був направлений помічник командуючого фронтом генерал-майор Ф. І. Хабаров, тут радянські війська змогли стримати на 3 дні німецький 47-й моторизований корпус, одначе 24-й моторизований корпус обійшов радянську оборону з півдня та рушив на Слуцьк.
Під Лідою тримали оборону 17-та, 24-та — район Траби, 50 км на північний схід від Ліди, та 37-ма дивізії 21-го стрілецького корпусу 13-ї армії. 24-та дивізія К. М. Галицького зумілася дати бій, знищивши багато німецьких танків та БТРів. Не маючи зв'язку з армією та фронтом та не володіючи оперативною обстановкою, командир 21-го стрілецького корпусу генерал-майор В. Б. Борисов приймає рішення відходити в район західніше Мінська.
В районі Міловиди тримала оборону 55-та стрілецька дивізія полковника Дмитра Івановича Іванюка (пропав безвісти 26 червня), найбільших втрат зазнали 107-й стрілецький та 84-й артилерійський полки, артилеристи на цій лінії підбили до 20 ворожих танків.
Вже 27 червня Ставка ВГК відмовляється від задуму контрнаступу та наказує Будьонному терміново зайняти і обороняти рубіж по річках Західна Двіна і Дніпро — від Краслави до Лоєва, щоб не допустити прориву на Москву. Війська наказувалося відводити в трьох напрямах — через Докшиці та Полоцьк, збираючи їх за Лепельським та Полоцьким укріпленими районами, в напрямі Мінська — збирати за Мінським укріпленим районом, та в напрямі Глуських лісів і на Бобруйськ.
28 червня генерал Павлов, не бачачи можливості для резервів, наказує організувати оборону по Березині силами місцевих гарнізонів та не повністю вкомплектованого 4-го повітряно-десантного корпусу генерала О. С. Жидова. 8-ма бригада корпусу тримала оборону біля Свіслочі, 7-ма — біля Березино; залишками відступаючих дванадцяти стрілецьких дивізій, 20-го мехкорпусу та шести артилерійських корпусних полків планувалося посилити оборону — але ці формування були вкрай виснажені відступом та мали низьку боєздатність, деякі дивізії налічували заледве 1000 бійців. Для оборони на Березині генерал Коробков організовує загін з 2600 вояків, 6 танків та 20 гармат на чолі з командиром 47-го стрілецького корпусу генерал-майором С. І. Поветкіним — основну масу загону складали курсанти Бобруйського автотракторного училища, підрозділи 121-ї стрілецької дивізії та дорожньо-експлуатаційний полк. При підході вночі 28 червня німецьких сил до західної окраїни Бобруйська були підірвані мости через Березину, пізніше 3-тя танкова дивізія переправляється через Березину, Повєткін очолює контратаку вцілілих бійців, німці були відкинуті до Бобруйська ненадовго, сам генерал був поранений.
З-під Барановичів розрізнені частини 121-ї, 143-ї та 155-ї дивізій і 17-го мехкорпусу відступають під ударами двох моторизованих корпусів групи Гудеріана, при цьому танкісти 17-го мехкорпусу, витративши паливо та мастило, діяли як стрілецька частина.
Після невдалих боїв під Гродно розрізнені частини 56-ї та 85-ї дивізій 13-ї армії і 11-го мехкорпусу відходили вздовж південного берега річки Німан на Лунно, Мости, Дятлово, Новогрудок. В найбільш боєздатному 11-му мехкорпусі на вечір 28 червня залишалося лише до 30 танків та 600 солдатів і офіцерів. На світанку 29 червня ці сили відійшли до річки Щара і біля Великої Волі на підручних плавзасобах переправилися на східний берег під постійним обстрілом, танки, що залишалися, були підірвані екіпажами чи знищені під час авіанальотів. Група офіцерів штабу разом з генералом Д. К. Мостовенком з боями проривалася в напрямі Кореличі, Мир, Узда, та лише 14 липня перейшла лінію фронту біля станції Рабкор за 80 кілометрів на південь від Бобруйська.
Одночасно в район Смоленська пришвидшеними темпами перекидалися прибулі ще до початку нацистсько-радянської війни на територію УРСР війська 16-ї, а з 1 липня — і 19-ї армій. Така зміна планів означала, що радянське командування відмовилося від стратегії наступу і вирішило перейти до стратегічної оборони, при цьому основні зусилля спрямовувалися в західному напрямі.
25 червня під Мінськом в склад 4-ї армії введені 55-та, 121-ша, 143-тя та 155-та дивізії 47-го стрілецького корпусу, висунуті командуванням висунуті командуванням на рубіж річки Щара побіля Слоніма. На рубежі Вілейка — Молодечно шлях на Мінськ прикривала 50-та стрілецька дивізія, виділена з резерву 13-ї армії, в ході тяжких боїв з частинами 39-го моторизованого корпусу вермахту, дивізія в ніч на 26 червня відходить від Вілейки в район Плещениці, дорога на Мінськ з північного заходу виявилася неприкритою. 26 червня танкові дивізії Гота підходять до Мінського укріпленого району, 64-та стрілецька дивізія полковника С. І. Іовлева добу відбивала атаки танків та мотопіхоти на лінії Радошковичі — Заславль. 100-та стрілецька дивізія генерал-майора І. М. Руссіянова займала оборону по лінії Острошицький Городок — Карасі (на 20 кілометрів північніше Мінська). Тут були використані пляшки із запалювальною сумішшю, на Логойському шосе так було спалено до 20 танків, при другій атаці вздовж шосе Молодечно — Мінськ підбито 12 танків та вбито до 2 рот солдатів. Вранці 27 червня 100-та та 161-ша дивізії контратакують під Логойськом, відкинувши німецькі сили на 10-14 кілометрів, до ночі положення було відновлене за переважання сил нацистів. 28 червня німецьке командування кинуло в цьому напрямі додатково піхотну дивізію, проведено кілька атак при постійному бомбардуванні, але прорватися не змогли, 100-та дивізія відійшла вночі по наказу командування.
27 червня до Мінського укріпрайону підійшли передові частини Гудеріана, їм протистояли з'єднання радянської 13-ї армії, в ході запеклих боїв населені пункти Ошпарово та Лумшино кілька разів переходили з рук в руки. У радянських частин хронічно не вистачало боєприпасів та мастил, бої велися під постійними бомбардуваннями, почалися пожежі, вийшло з ладу водопостачання, електролінії, телефонне сполучення, гинули тисячі людей. Для підвезення боєприпасів не вистачало транспорту ані мастила, після прориву нацистських сил частину військових складів прийшлося підірвати, решту захопили німецькі військовики.
Того ж дня 27 червня на залізничній станції Жлобин висадилося підкріплення — 1000 новобранців, фактично беззбройних, і направилися на Мінськ, внаслідок швидкого просування німецьких військ ця колона потрапила під прямий кулеметний вогонь.
Ранком 28-го червня німецька 2-га танкова група виводиться з боїв під Барановичами та рухається на з'єднання із групою Гота в районі Мінська, 24-й моторизований німецький корпус отримав завдання захопити переправи через Березину під Бобруйськом. В другій половині дня 28 червня частини 20-ї танкової дивізії Гота зламали опір 2-го стрілецького корпусу генерала А. М. Єрмакова на ділянці 108-ї стрілецької дивізії та увірвалися до Мінська з півночі, разом з цим німецькі сили вийшли прямо на штаб корпусу біля н. п. Волковими, при відбитті атаки штабісти та бійці підбили 6 танків. 29 червня в Мінськ з півдня пробилася 18-та танкова дивізія з групи Гудеріана. До вечора німецькі сили з'єдналися і зімкнули кільце, проте основні радянські підрозділи встигли відійти. 26-та танкова дивізія генерал-майора В. Т. Обухова провела кілька контратак, знищивши понад 50 танків супротивника та примусивши відійти на кілька кілометрів, передовий батальйон німецької 17-ї танкової дивізії на підступах до Мінська був повністю знищений, але це все вже не впливало на кільце оточення.
Останнім сплеском стала поява в Мінську одного танка Т-28 — зі складу 5-ї танкової дивізії, він біля заводу ім. Ворошилова розстріляв велику групу німецької піхоти, на Ульяновській вулиці вогнем та гусеницями знищив колону мотоциклістів, в парку ім. Горького — скупчення солдатів та бойової техніки. Німецькі артилеристи розстріляли танк впритул. Однак сержант Дмитро Іванович Малько вибрався з палаючого танку, зумівся пробратися до лісу, разом з групою бійців вийшов з оточення біля Рославля, бився потім до кінця війни.
75-та стрілецька дивізія 4-ї армії билася на лівому крилі підступів до Мінська, звідти частини з'єднання відходили по болотах, без харчів та набоїв. Біля Пінська генерал-майор С. І. Недвігін об'єднав 6-ї стрілецької дивізії та деякі зведені частини 4-ї армії, відходячи на Давид-Городок, це формування деякий час стримувало наступ 45-ї та 293-ї німецьких стрілецьких дивізій.

## «М'ясорубка» дивізій
10-та армія, 27 червня полишивши Білосток, билася в районі Волковиська і Зельви, особливо важкі бої були на лінії оборони 31-ї танкової дивізії. 28-го червня піхотні дивізії 4-ї — рухалася від Бреста на північний схід та 9-ї німецьких армій — наступала від Гродна на північний схід, з'єдналися північніше Білостоку та Слоніма, відрізавши шляхи відступу 3-ї та 10-ї радянських армій, таким чином оточене угрупування Західного фронту виявилося розсіченим на кілька частин.
3-тя та 4-та армії Гудеріана, переслідуючи залишки 4-ї армії Західного фронту, прорвалися до Слуцького укріпленого району, де займали оборону зведені загони 6-ї, 42-ї та 55-ї стрілецьких дивізій, підрозділи 14-го мехкорпусу та окремий запасний полк, підтягнувши сили, німецькі формування оволоділи Слуцьком, основна частина радянських військ відходить на річку Птич біля Старих Дорог, залишки 55-ї дивізії відступають на Уріччя.
В оточення потратило більше трьох десятків дивізій, без централізованого управління та постачання вони билися до 8 липня. На утримання внутрішнього фронту Бок скерував 21 дивізію — на лінії Слонім — Зельва — Ружани, згодом ця кількість збільшилася до 25 — майже половина усіх військ групи «Центр». На зовнішньому фронті наступ проти радянських військ продовжували 8 дивізій групи армій «Центр» та 53-й армійський корпус діяв проти 75-ї радянської стрілецької дивізії. На початок липня залишки 3-ї та 10-ї армій прорвалися в район Новогрудка та частково на Полісся. В останніх числах липня в районі Речиці вийшла з оточення група з генерал-лейтенантом В. І. Кузнецовим. Ще пізніше вибралася з оточення невелика група офіцерів штабу 10-ї армії разом з генерал-майором К. Д. Голубєвим.
В безперервних боях і переходах через ліси та болота, без провіанту та відпочинку, в умовах пожеж від обстрілів та бомбардувань, оточені радянські війська швидко втрачали боєздатність. В донесеннях групи армій «Центр» повідомлялося, що станом на 2 липня тільки в районі Білостока та Волковиська було полонено 116 000 радянських військових, знищено чи захоплено 1505 гармат, 1964 танки та бронеавтомобілі, 327 літаків.
Окремі частини Західного фронту виходили з оточення до вересня 1941 року. В кінці червня до річки Сож пробилися залишки 13-го механізованого корпусу, котрі вів генерал П. М. Ахлюстін. Заступник командуючого Західним фронтом генерал Болдін вивів в своїй групі 1660 людей, з них 100 поранених; багато хто з тих, хто не змогли вийти в оточення, подалися в червоні партизани. В зведеному загоні полковника Стрельбицького та Болдіна на початок липня було понад 5000 чоловік, при виході з оточення налічувалося 1160 бійців. Ця «Лісова дивізія» вийшла з оточення 11 серпня під Смоленськом, по її звітам, по дорозі було знищено 26 танків, понад 1000 автомашин, понад 140 мотоциклів, 5 артилерійських батарей, один літак, підірвано кілька складів, вбито понад 1000 солдатів вермахту.
Вже 29 червня радянське керівництво переконалося, що ніякого швидкого контрнаступу не буде, і була прийнята директива РНК СРСР та ЦК ВКП(б) про розгортання підпілля на окупованих територіях.
Оборонці Брестської фортеці тримали оборону задовго після відходу лінії фронту, тут трималися 6-та та 42-га стрілецькі дивізії, 33-й інженерний полк та погранична застава, їх осаджували частини 31-ї та 45-ї німецьких піхотних дивізій та осадна артилерія. Бої за Брестську цитадель продовжувалися до 20 липня, до 1 липня тут вела бої в повному складі 45-та німецька піхотинська дивізія, з 2 липня тут лишалися два її батальйони.
До кінця червня 1941 року нацистські війська просунулися вглиб до 400 кілометрів, військово-повітряні Західного фронту за цей час втратили 1480 літаків, бойові дії велися на смузі шириною над 400 км.
В кінці червня Ставка, приймаючи надзвичайні міри по відновленні стратегічного фронту в Білорусі, відсторонює генерала Павлова від керування Західним фронтом та призначає маршала С. К. Тимошенка. Герой війни в Іспанії, учасник радянсько-фінської війни генерал Павлов, який був «призначений винним» за провал Західного фронту, відданий під суд воєнного трибуналу та розстріляний, така ж доля була і в начальника штабу фронту генерал-майора В. Ю. Климовських та ряду інших генералів; після смерті Сталіна вони були посмертно реабілітовані.
Для відновлення фронту в Білорусі Ставка передає 1 липня Західному фронту 19, 20, 21 та 22-гу армії, в Смоленську розташовувалася 16-та армія — вже в німецькому тилу. Таким чином наново створений Західний фронт нараховував 48 дивізій та 4 механізованих корпуси, проте станом на 1 липня оборону по Західній Двіні та Дніпру тримало лише 10 дивізій.
Опір радянських військ, оточених під Мінськом, примусив командування групи армій «Центр» розосередити свої з'єднання на глибину до 400 кілометрів, при цьому польові армії сильно відставали від танкових груп. Для більшої узгодженості дій при оволодінні Смоленськом та подальшому наступі на Москву фельдмаршал Бок 3 липня об'єднує 2-гу й 3-тю танкові групи в 4-ту танкову армію на чолі з керівництвом 4-ї польової армії генерала Клюге. Піхотні з'єднання колишньої 4-ї армії об'єднувалися управлінням 2-ї армії під керівництвом генерала Вейхса із завданням ліквідації оточених радянських частин західніше Мінська, лише частина оточених прорвалася між Мінськом та Слонімом через фронт танкової групи Гудеріана.
В міжріччі Березини, Західної Двіни та Дніпра запеклі бої точилися і в першій декаді липня. 30 червня німецькі передові загони вийшли до Ново-Борисово, тим часом радянське командування відтягувало час підриву моста через Березину — на східний берег переправлялися відступаючі з-під Мінська з"єднання. 1 липня німецькі танки лобовою атакою захопили міст та зайняли Борисов. Їм протистояли курсанти під орудою начальники Борисовського танково-технічного училища корпусного комісара І. З. Сусайкова. В хаосі відступу з розрізнених частин тут створено дивізію, на підмогу підходить 1-ша Московська Пролетарська мотострілецька дивізія 7-го мехкорпусу — під керівництвом полковника Я. Г. Крейзера, близько 100 танків, які відкинули німецькі частини, що вже були переправилися через Березину. Старший сержант Беляєв Яків Дмитрович, командир броньовика, в бою за село Сомри (Крупський район Мінської області), був поранений, йому відірвало ногу, по цьому ще зміг вивести з ладу два німецькі всюдиходи та вбити до двох десятків нацистських вояків, його дістали без свідомості, обпаленого, помер на руках у солдатів, за цей бій посмертно дістав звання Героя Радянського Союзу.

## Лепельський контрнаступ
Південніше Борисова наступали з'єднання 24-го німецького мотокорпусу на Березино та Свіслоч, були зупинені 4-м повітряно-десантним корпусом генерала Жидова, залишками 20-го мехкорпусу та невеликим загоном 155-ї стрілецької дивізії, що вирвався з-під Слоніма — до 5 липня — тоді 10-та німецька танкова дивізія зуміла переправитися на східний берег та через чотири доби просунулися до Дніпра в околицях Шклова. Південніше Березіно німецька 4-та танкова дивізія прорвала оборону на Березині біля села Свіслоч та 4 липня вийшла до Дніпра біля Бихова. 4-та німецька танкова армія на 4 липня досягла рубежу Лепель — Улла — Полоцьк та захопила невеликі плацдарми на східному березі Західної Двіни біля Десни і Вітебська.
Таким чином, проти 6 дивізій 22-ї радянської армії на оборонній лінії від Себежа до Вітебська — понад 200 кілометрів — наступало 16 німецьких. Ставка ВГК наказує командуючому 20-ю армією генерал-лейтенанту П. О. Курочкіну знищити німецьке угруповання, наступаюче з-під Лепеля. 6-го липня 20-та армія робить контрудар в напрямку Сєнно — Лепель — так званий Лепельський контрудар — з обидвох сторін брало участь понад 1500 танків — одна з найбільших битв початкового відтинку нацистсько-радянської війни. З радянського боку в бій вступили 5-й та 7-й механізовані корпуси. В 5-му мехкорпусі та 57-й танковій дивізії до складу 16-ї армії було спрямовано близько 1300 танків, переважно — БТ, зокрема БТ-5, БТ-7, також КВ і Т-34, один батальйон — Т-26, також у 7-го мехкорпусу були танки ХТ-26. Радянські сили почали розгортання на ходу, в битву вводилися по частинах, несли втрати ще до вступу в бій під безперервними авіанальотами. При добиранні своїм ходом корпусу з-під Москви комендатура станції Вязьма та тилові служби 20-ї армії в безперервній нерозберисі допустилися того, що частини вивантажувалися з ешелонів, не знаючи місця призначення, їх розшукували штаби дивізій та корпусу, майже повністю було відсутнє постачання запчастинами та паливно-мастильними матеріалами.
Після зайняття лінії оборони генерал В. І. Виноградов вказав штабу, що місце вибране невдало, місцевість не давала танковим з'єднанням можливості маневру, однак дозволу на передислокацію не отримав. 8 липня він отримує такий дозвіл від штабу армії — після невдалих боїв 14-ї танкової дивізії біля річки Чорногостинки.
6 липня з'єднання 3-ї німецької танкової армії підійшли до Західної Двіни північніше та південніше Полоцька, саме в цей час сили 5-го та 7-го мехкорпусів завдають контрудару між Вітебськом та Оршею. За добу 5-й мехкорпус, просунувшись на 35-40 кілометрів вийшов в район Сєнно, певних успіхів досяг і 7-й мехкорпус. Вночі готували переправи через річку Чорногостинка.
7-го липня вранці після артилерійської підготовки танкові полки та піхота атакували німецькі оборонні лінії, останні поспішно відійшли з першої лінії. До вечора 7-го липня 14-й мотострілецький полк та 14-й гаубичний артилерійський полк оволоділи правим берегом річки Чорногостинки, подальше просування було зупинене щільним вогнем противника. Ранком 7 липня німецькі сили переходять в наступ двома танковими колонами — по східному берегу озера Сєнно та з заходу на Сєнно — по 20 та 65 танків відповідно, населений пункт кілька разів за день переходив з рук в руки, протягом 8 липня бої йшли з перемінним успіхом. 9 липня генерал-майор танкових військ А. В. Борзиков докладав, що великі втрати рухомого складу через відсутність ремонтних та евакуаційних підрозділів, авіаприкриття відсутнє, німецька ж авіація застосовувала поливання хімічними займистими речовини. Втрати в матеріальній частині рівнялися половині, 50 % танків потребували ремонту. За 4 доби бої радянські сили втратили 832 танки, про людські втрати не повідомлялося, німецький наступ на 200-кілометровому рубежі стримувала 22-га армія генерала П. О. Ершакова.
Під Вітебськом протягом 5-9 липня німецький наступ стримувала 153-тя стрілецька дивізія полковника М. О. Гагена, обійдена з флангів, вона до місяця відступала з боями на Вітебщині, прорвавшись через лінію фронту в районі Добромисля.
7 липня 20-та танкова дивізія групи Гота прорвала радянську оборону в районі Улли та форсувала Західну Двіну. Наступаючи вздовж берега Двіни, 9 липня вона підійшла до Вітебська, з іншого боку до міста рухалася німецька 7 танкова дивізія. Всі три моторизовані корпуси групи Гудеріана вийшли до Дніпра північніше та південніше Могильова, готуючись до форсування біля Бихова, Шклова та Кописі.
Для стримування просування противника міжріччя Березини та Дніпра мінується, на можливі місця танкового наступу висувається протитанкова артилерія. 2 липня командиру 4-ю армією штаб Західного фронту отримує завдання створити суцільну лінію перепон від Березини до Дніпра по лінії Любаничі — Охотичі — Озеране — Шепчиці глибиною до 5 кілометрів.
10 липня по наказу командуючого 20-ю армією з'єднання та корпуси виходять з оточення в район Орші. На цьому стратегічна оборонна операція Червоної Армії, котра згодом отримала назву Білоруської, завершилася.

## Загальні підсумки
За 18 днів боїв війська Західного фронту зазнали страшенної поразки; з 44 першопочатково складаючих фронт дивізій 24 загинули повністю, 20 дивізій втратили від 30 до 90 % особистого складу. Загальні втрати склали над 417 000 людей, з них вбитими понад 341 000 — понад 54 % від загальної кількості, до 4800 танків, понад 9400 гармат та мінометів, 1777 бойових літаків. З боку Третього Рейху втрати вбитими склали близько 22 000. Полишивши майже всю територію Білорусі, радянські війська відійшли в глибину СРСР до 600 кілометрів. Разом з тим, запеклим опором радянські війська завдали з'єднанням групи армій «Центр» значних втрат та сповільнили швидкість наступу, що дало можливість радянському командуванню розгорнути війська 2-го стратегічного ешелону, котрі згодом затримали на 2 місяці просування німецьких військ в часі Смоленської битви 1941 року.